# アンヘル・マリア・ビジャール
アンヘル・マリア・ビジャール・ジョーナ（Angel Maria Villar Llona, 1950年1月21日 - ）は、スペイン・ビルバオ出身の元サッカー選手、サッカー組織幹部。ポジションはミッドフィールダー。アレクサンデル・チェフェリンが新会長に選出されるまでUEFAの会長代行を務めた。
現役選手時代はアスレティック・ビルバオだけに所属し、公式戦361試合に出場して11得点を記録。選手引退後には、選手としてのキャリアよりも長くスペインサッカー連盟会長を務めていた。

## クラブ経歴
ビスカヤ県ビルバオに生まれ、地元のアスレティック・ビルバオのユース部門で頭角を現す。ビルバオ郊外のガルダカオにあるアマチュアクラブへのローン移籍後にシニアデビュー。1971年にアスレティック・ビルバオに戻ると、10シーズンのうち9シーズンで絶対的な先発メンバーとなり、コパ・デル・レイでは2度決勝に進み、1973年大会で優勝した。
1974年3月、0-0に終わったラ・リーガのホームゲーム、FCバルセロナ戦で、アスレティック・ビルバオの選手はスーパースターであるヨハン・クライフに執拗なマンマークを行った。この中でビジャールはクライフにひじ打ちし、4試合の出場停止処分を受けたが、ふたりは後に和解している。1981年に引退するまでに、アスレティック・ビルバオでは350試合以上に出場した。

## 代表経歴
スペイン代表として22試合に出場し、3得点を記録している。1973年10月17日、トルコのイスタンブールで行われて0-0に終わったトルコとの親善試合でデビューした。1979年12月9日、3-1に終わったUEFA EURO 1980予選のキプロス戦が最後のキャップとなった。なお、ビジャールは主要大会本大会への出場歴はない。

## タイトル
- コパ・デル・レイ : 1972-73; 準優勝 1976-77
- UEFAカップ : 準優勝 1976-77

## 現役引退後
1978年にはスペインサッカー選手協会の設立者のひとりとなった。まだ現役選手だった1979年に法学を専攻し、その後には法曹として働いた。現役引退後にはサッカー界でいくつかの役職を務め、スペインサッカー連盟のホセ・ルイス・ロカ会長の下で働き、1988年にはロカの後任の会長に就任した。
UEFAやFIFAでもいくつかの役職を務め、1992年から2002年にはFIFAの副会長を務めた。スペインが疑惑の判定で敗れ去った2002 FIFAワールドカップ後、ビジャールはFIFAの副会長の座を辞したが、すぐに審判委員会の委員長となった。また、同年にはUEFAでも同様の職に就任した。
ビジャールの在任期間中、スペイン代表は2008年にUEFA EURO 2008で優勝し、2010年に2010 FIFAワールドカップで優勝し、2012年にUEFA EURO 2012で優勝した。スペインはポルトガルと共同で2018 FIFAワールドカップの開催地に立候補したが、2010年12月に行われた2018/2022 FIFAワールドカップ開催地決定投票によって、2018年の開催地にはロシアが選ばれた。2012年2月16日にビジャールの7選が決定し、2016年までスペインサッカー連盟会長職を務める。2017年7月、汚職など複数の容疑で逮捕され、その後、FIFA・UEFAの役職を辞任。